# Autol
Autol es un municipio de la comunidad autónoma de La Rioja (España). Con cerca de 5000 habitantes, es uno de los mayores núcleos de población de La Rioja después de las cabeceras de comarca. Situado a 462 metros sobre el nivel del mar, está bañado por la margen izquierda del río Cidacos, que choca aquí con la punta septentrional de la sierra de Yerga, obligando al río a describir un amplio meandro alrededor del casco urbano de Autol.

## Economía
Autol ha sido tradicionalmente un pueblo agrícola, inducido por la gran extensión de su jurisdicción. Aunque comprende todo tipo de suelos, sus cultivos básicos han sido los de secano y, en menor proporción, los de regadío, generosamente regados por el río Cidacos.
Es de destacar la gran cantidad de nuestros vinos y hortalizas, que ya se mencionan en la Carta de Donación que, en el año 1158, firma Sancho (hijo del rey Alfonso VII), a favor de García.
Los "catones" (o autoleños) son grandes trabajadores, y gente emprendedora, han visto en el cultivo especializado, una segura vía de desarrollo, por lo que nuestro pueblo fue pionero en el cultivo intensivo de espárragos (de gran forma) y, después, de otras hortalizas y frutas, que han dado base y trabajo a importantes fábricas conserveras, uno de los pilares básicos de la economía catona.
Más recientemente, ha sido el cultivo del champiñón y setas el que ha ido cobrando cada día más importancia, hasta llegar a ser, en la actualidad, el segundo centro productor de La Rioja, después de Pradejón. Con la importante particularidad de que, en el propio pueblo se realiza el ciclo completo: desde la fabricación de semillas, pasando por la producción del saco de sustrato, como base para su cultivo en invernadero, hasta su preparación y envasado, para consumo en fresco o manufacturación en grandes y modernas fábricas de conservas. También cuenta con el Centro Tecnológico del Champiñón del Gobierno de La Rioja.
Otro de los pilares básicos de la economía autoleña es el cultivo de la vid, tanto a vaso como en espaldera. Las variedades más usuales son: tempranillo y garnacha. La mayor parte de estas uvas se transforman en la moderna cooperativa, con los últimos avances tecnológicos bajo la Denominación de Origen Rioja y comercializando sus vinos con las marcas Iniestral y Marqués de Reinosa (nombre cedido por el actual marqués a la bodega cooperativa ya que los vinos de sus antepasados elaborados en su bodega de Autol, fueron los primeros de España que se exportaron).
También existe otra bodega privada denominada "Bodegas y Viñedos Fuente Vieja, S.L.".

### Evolución de la deuda viva
El concepto de deuda viva contempla sólo las deudas con cajas y bancos relativas a créditos financieros, valores de renta fija y préstamos o créditos transferidos a terceros, excluyéndose, por tanto, la deuda comercial.
| Gráfica de evolución de la deuda viva del ayuntamiento entre 2008 y 2014                             |
| |
| Deuda viva del ayuntamiento en miles de Euros según datos del Ministerio de Hacienda y Ad. Públicas. |

La deuda viva municipal por habitante en 2014 ascendía a 138,77 €.

## Geografía humana

### Demografía
Cuenta con una población de 4875 habitantes (INE 2024).
| Gráfica de evolución demográfica de Autol entre 1842 y 2021                                                           |
| |
| Población de derecho según los censos de población del INE. Población de hecho según los censos de población del INE. |

| Nacionalidad | Hombres | Mujeres | Total | %     | Proporción |
| ------------ | ------- | ------- | ----- | ----- | ---------- |
| Española     | 1698    | 1648    | 3346  | 69.8% |            |
| Extranjera   | 706     | 736     | 1442  | 30.1% |            |

## Geografía

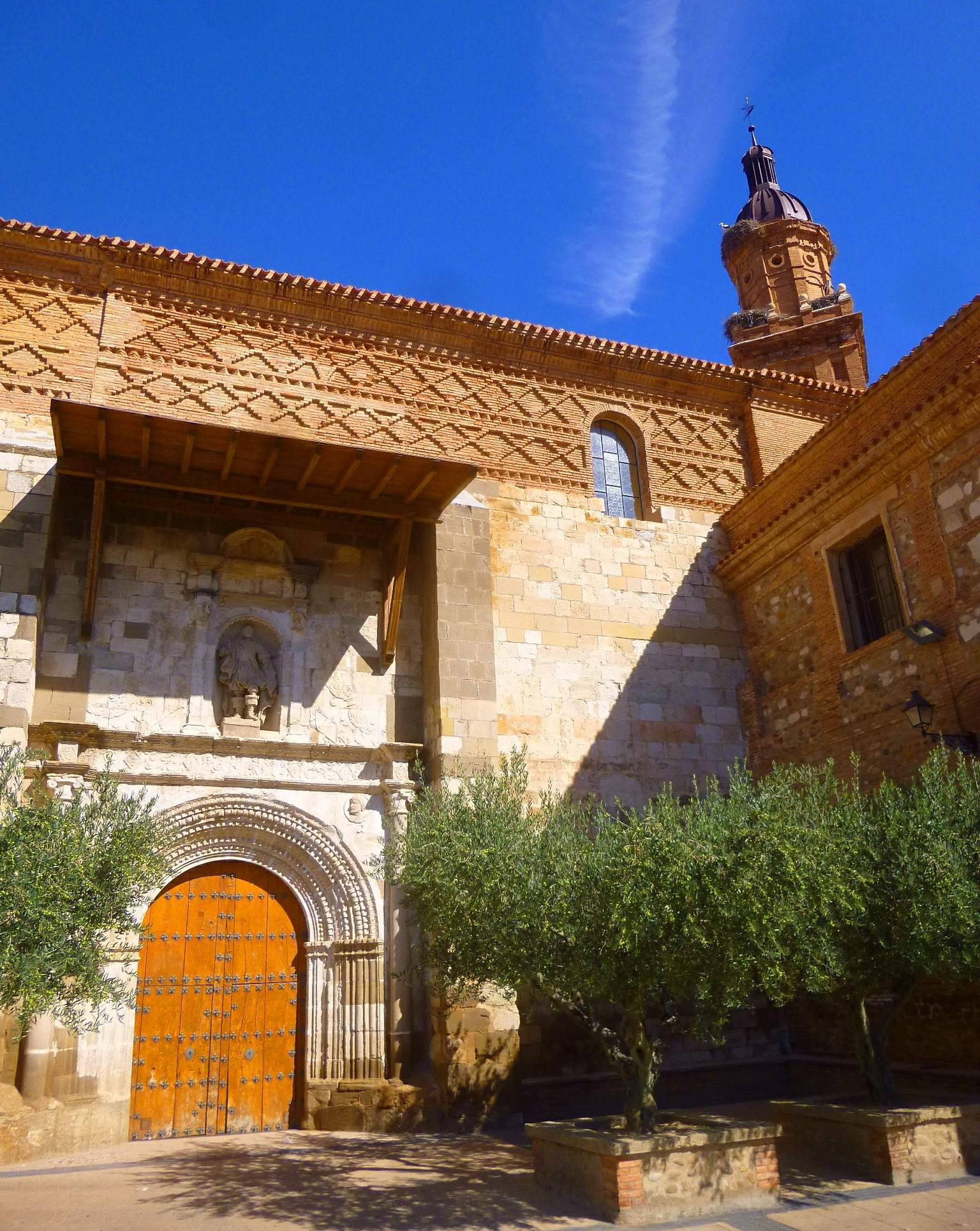
Iglesia de San Adrián y Santa Natalia

Autol está ubicado en plena cuenca del Río Cidacos, entre la Sierra de Yerga y Peña Isasa. En la ribera del río hay dos formaciones geológicas de piedra arenisca erosionadas en la antigüedad por el río, y actualmente por el viento. Se las conoce con el nombre de Picuezo, al más alto (42 metros) y Picueza, a su compañera (28 metros). Multitud de leyendas han surgido alrededor de su formación pero todas coinciden en un robo, una mentira y su posterior conversión en piedra por jurar ante Dios y querer mantener su engaño. *Ayuntamiento de Autol Archivado el 23 de septiembre de 2020 en Wayback Machine.
Se caracteriza por tener un clima continental de inviernos fríos y veranos secos y calurosos. Esto hace que la sierra cercana al municipio esté compuesta de monte bajo con abundantes hierbas aromáticas, pinos laricios y negrales.

### Flora

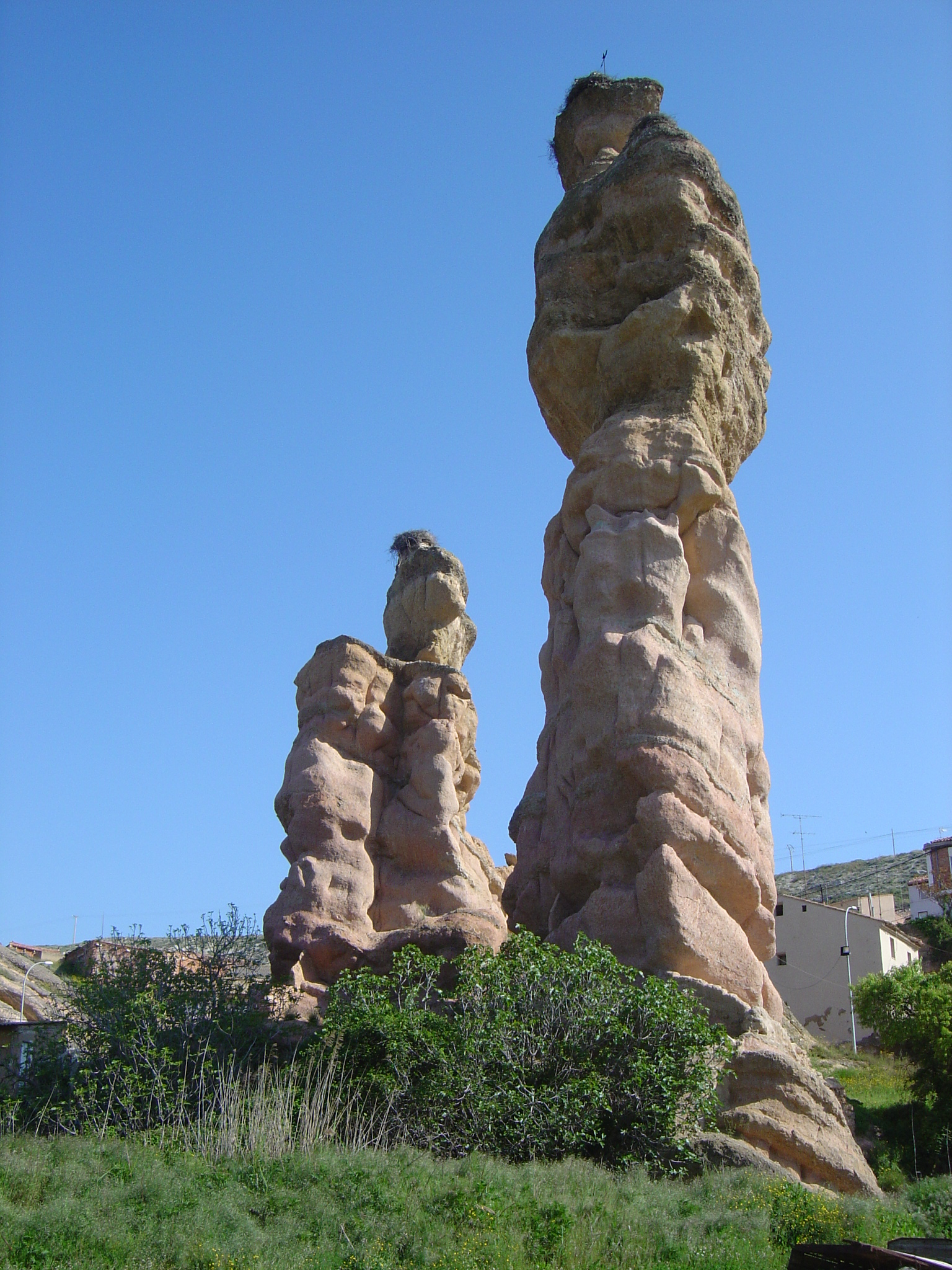
El Picuezo y la Picueza

Entre las especies florales que podemos encontrar en nuestros montes, tenemos que destacar: jaras, zarzas, sabinas, romero, carrascos,... pero, junto a estas clases autóctonas, ha sido ampliamente complementado con una intensiva repoblación de pinos laricios y negrales, ofreciendo, en la actualidad, un aspecto selvático, siendo el hábitat ideal para una extensa gama faunística.
Es de destacar el magnífico Monte de Yerga, pulmón de La Rioja Baja, por su extensión y belleza salvaje. Este es el hábitat ideal para una gran gama de fauna, dentro de la que destacamos, por el tamaño y cantidad, el jabalí y el corzo.
No debemos olvidar currucas y escribanos, así como las abejas abundantes, debido a la gran cantidad de colmenas artificiales, que se construyen debido a la atracción que, sobre estos animales, ejercen las plantas aromáticas.

### Sierra de Yerga
La Sierra de Yerga forma parte del Sistema Ibérico. Es un típico ejemplo de montaña mediterránea, constituida por una amplia zona arbolada, rodeada de tierras de cultivo y zonas deforestadas, entre los ríos: Cidacos y Linares.
Es un conjunto vivo, que ha llegado a nuestros días en un buen estado de conservación, a pesar de haber sufrido incendios, roturaciones para cultivos o talas para leña. En la actualidad, el bosque tiende a regenerarse en los terrenos agrícolas abandonados.
El Carrascal de Yerga realiza una importante función de fijación del suelo, hábitat para fauna y espacio natural, de uso recreativo, por sus numerosos atractivos: ser el bosque más cercano a los importantes núcleos de población de la Rioja Baja, su parque eólico, el Monasterio con su leyenda y su representación o sus posibilidades de excursiones. Pero, para mantenerlo vivo hemos de tomar algunas medidas para su conservación: no hacer fuego, no circular con vehículos, salvo por las pistas autorizadas y no tirar basuras. Sólo así podremos seguir disfrutando de nuestro hermoso patrimonio natural.

## Patrimonio

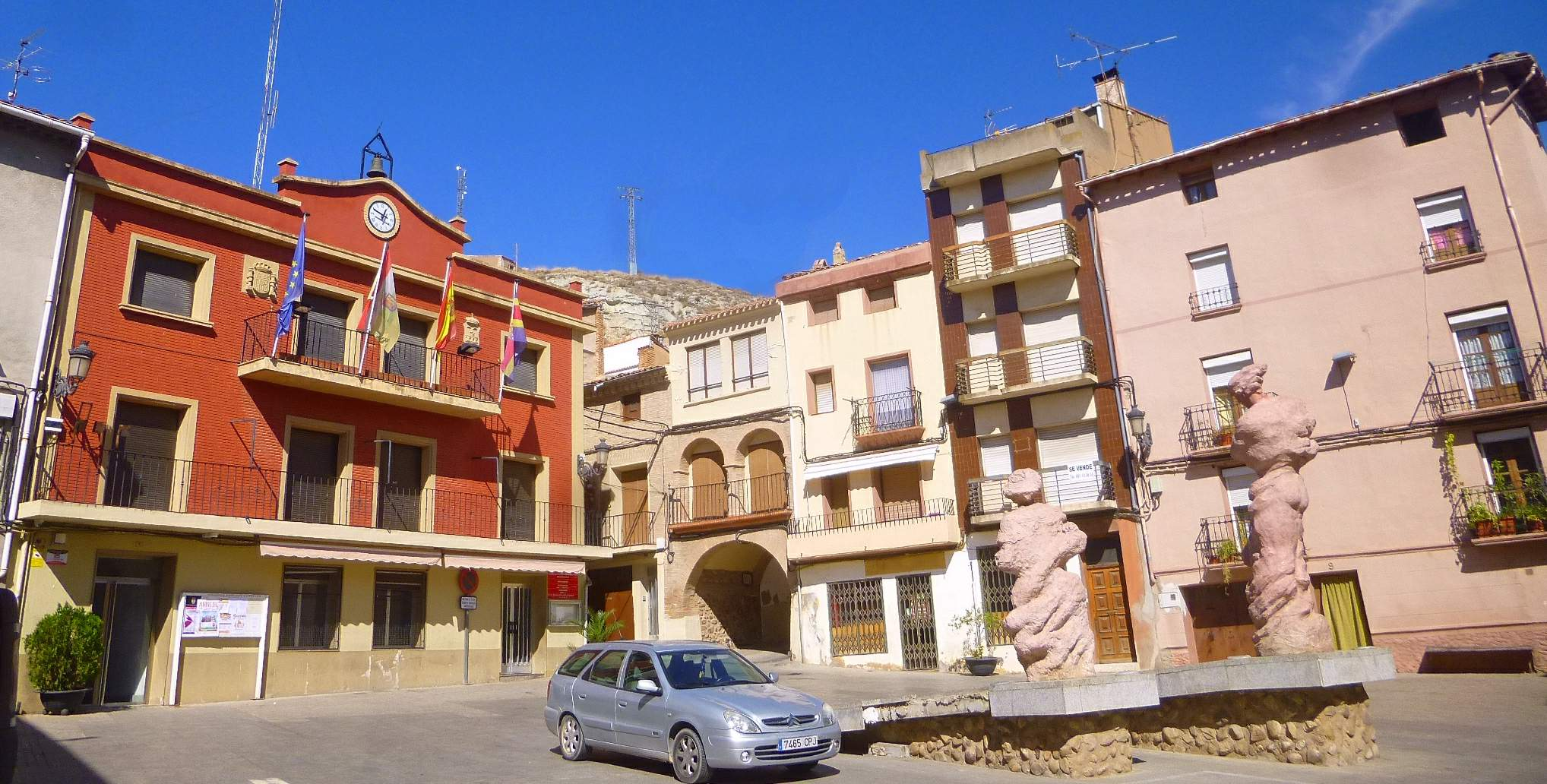
Plaza de España, con el Ayuntamiento ya la reproducción del Picuezo y la Picueza

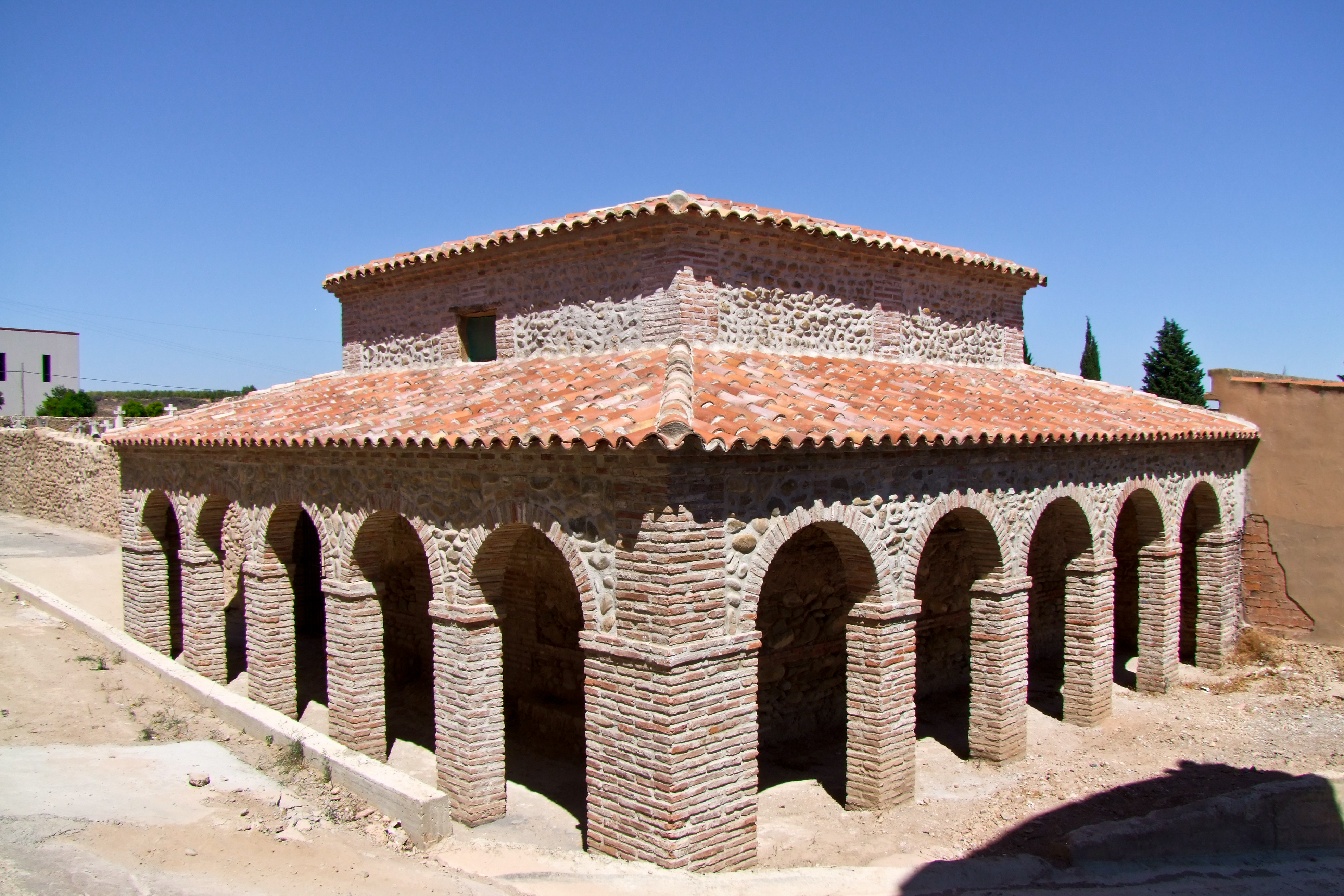
Ermita del Ángel

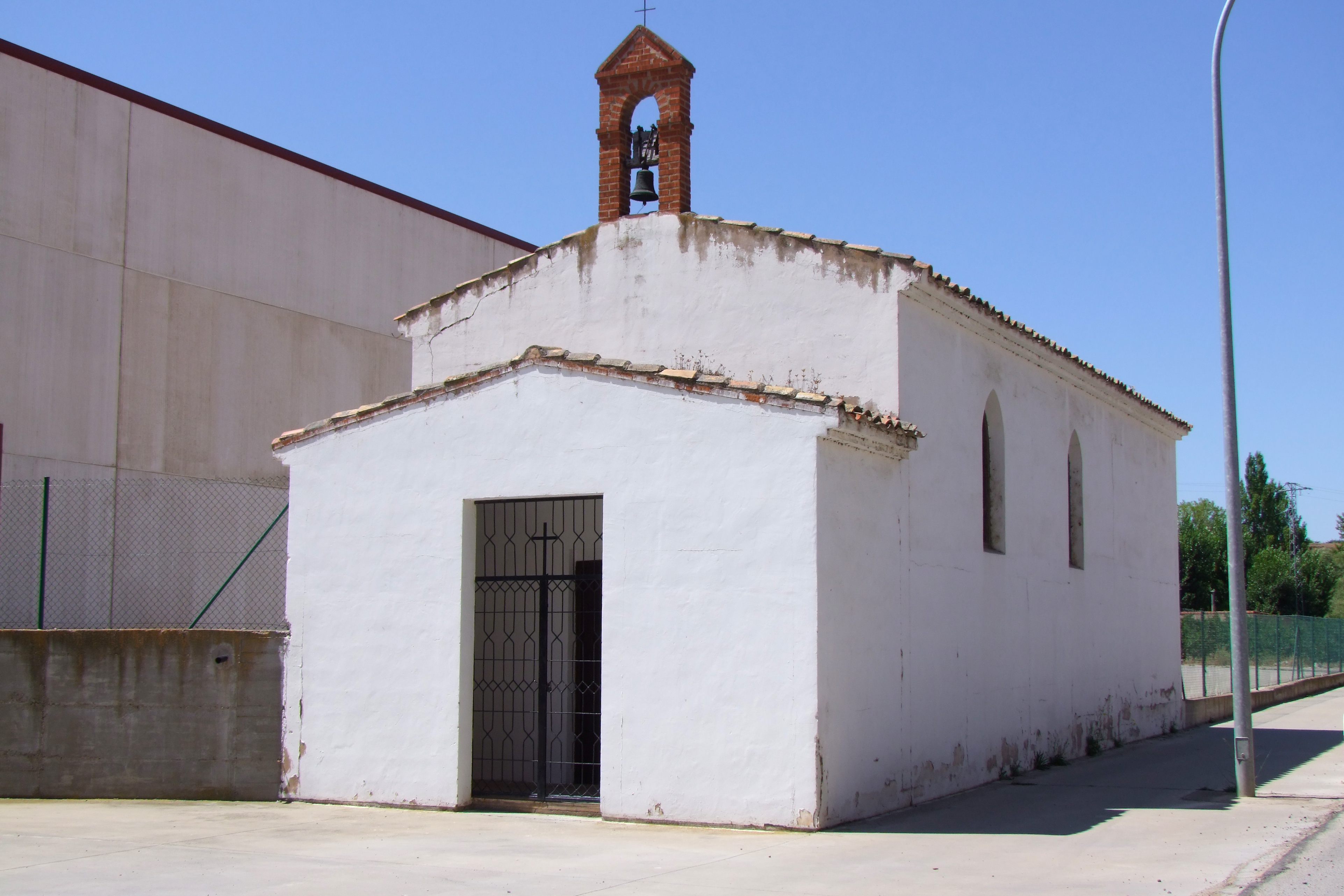
Ermita del Carmen

- Iglesia de San Adrián y Santa Natalia
- Ermita del Ángel
- Ermita del Carmen
- Ermita de Nuestra Señora de Nieva
- Castillo de Autol

## Cultura

### Fiestas
El 3 de febrero se celebra San Blas, donde es típico el bollo o rosco de repostería llamado Barzón.
A mitad de julio se celebran las fiestas de la Juventud.
El 4 Y 5 de agosto se celebra La Virgen de Nieva.
A partir del 7 de septiembre se celebran sus fiestas patronales en honor de San Adrián y Santa Natalia.
El miserere de Yerga
El último sábado de junio se celebra el Miserere de Yerga, representación de la leyenda de Gustavo Adolfo Bécquer, que se inspiró en las ruinas del primer asentamiento cisterciense que se fundó en España, la actual ermita de Santa María de Yerga (situado en el monte Yerga a 1.100 m de altitud), llevada a cabo por la Cofradía del Santísimo de Autol. 